# Bóveda
Bóveda là một đô thị thuộc tỉnh Lugo trong vùng Galicia, phía bắc Tây Ban Nha. Đô thị này có diện tích là 91,11 ki-lô-mét vuông, dân số năm 2009 là 1650 người với mật độ 18,11người/km². Đô thị này có cự ly km so với Lugo.